# Lucien Camiret
Lucien Camiret est un acteur français.

## Filmographie

### Cinéma
- 1957 : Les Fanatiques d'Alex Joffé
- 1957 : La Peau de l'ours de Claude Boissol
- 1958 : Archimède le clochard de Gilles Grangier
- 1958 : La Tête contre les murs de Georges Franju
- 1959 : Le Trou de Jacques Becker
- 1960 : Tête folle de Robert Vernay
- 1960 : Boulevard de Julien Duvivier
- 1960 : Le Caïd de Bernard Borderie
- 1960 : L'Ours d'Edmond Séchan
- 1960 : Samedi soir de Yannick Andréi
- 1960 : Vive Henri IV, vive l'amour de Claude Autant-Lara
- 1962 : Cartouche de Philippe de Broca
- 1962 : Le Jour le plus long de Ken Annakin, Andrew Marton et Bernhard Wicki
- 1976 : Bartleby de Maurice Ronet : le gardien

### Télévision
- 1962 : L'inspecteur Leclerc enquête, épisode La trahison de Leclerc de Marcel Bluwal, série télévisée
- 1967 : Les Cinq Dernières Minutes : Finir en beauté de Claude Loursais série télévisée
- 1967 : série Le Tribunal de l'impossible - Épisode La Bête du Gévaudan d'Yves-André Hubert : Bouqui
- 1968 : Les Cinq Dernières Minutes, épisode Tarif de nuit de Guy Séligmann
- 1974 : Une affaire à suivre d'Alain Boudet